# Municipalização
Municipalização é a transferência de entidades privadas, ativos, provedores de serviços ou corporações para propriedade pública por um município, incluindo (mas não se limitando a) uma cidade, condado ou propriedade de distrito de utilidade pública. A transferência pode ser de propriedade privada (geralmente por compra) ou de outros níveis de governo. É o oposto de privatização e é diferente de nacionalização.
O termo municipalização se refere amplamente à transferência de propriedade de concessionárias de serviços públicos de propriedade do investidor (IOUs) para propriedade pública, e operação, pelo governo local, seja em nível municipal ou estadual. Embora seja mais frequentemente aplicado à eletricidade, também pode se referir à energia solar, água, esgoto, lixo, gás natural ou outros serviços.